# Asarum hongkongense
Asarum hongkongense är en piprankeväxtart som beskrevs av S.M. Hwang & T.P. Wongsui. Asarum hongkongense ingår i släktet hasselörter, och familjen piprankeväxter. Inga underarter finns listade i Catalogue of Life.